# Чинамека (вулкан)
Чинамека (исп. Chinameca), известен также как «Эль-Пакаяль» — стратовулкан в восточной части Сальвадора, в департаменте Сан-Мигель. Находится северо-западнее вулкана Сан-Мигель в нескольких километрах от города Чинамека. На вершине вулкана находится широкая кальдера (2 км), известная как Лагуна Сека Эль-Пакаяль. Склоны вулкана покрыты плантациями кофе. Высота — 1300 м.